# Джелагат, Ирен
Ирен Джелагат — кенийская легкоатлетка, которая специализируется на дистанции 1500 метров. Чемпионка мира среди юниоров 2006 года. Выступала на Олимпиаде 2008 года, но не смогла выйти в полуфинал. Победительница Всеафриканских игр 2011 года.

## Сезон 2014 года
26 апреля на чемпионате Кении в составе эстафетной команды 4×1500 метров установила мировой рекорд (17.05,72 ). 9 мая заняла 7-е место на этапе Бриллиантовой лиги Qatar Athletic Super Grand Prix в беге на 3000 метров — 8.28,51. 25 мая в составе сборной Кении установила мировой рекорд в эстафете 4x1500 метров (16.33,58).